# 滝崎安之助
滝崎 安之助（たきざき やすのすけ、1914年7月20日 - 1980年9月5日）は、日本のドイツ文学者。東京大学名誉教授。

## 生涯
愛知県出身。1939年東京帝国大学独文科卒業。左翼文学運動に加わる。　戦後は新日本文学会に入りその後『人民文学』にも参加。
学習院大学助教授、東京大学教養学部助教授、1965年教授（ドイツ語）、1975年定年退官、名誉教授。

## 著書
- 『現実からの文学』八雲書店 1948
- 『情感の次元と創造主体 芸術の理論』創文社 1975
- 『ごまめの社会学』創文社 1981
- 『芸術における美と現実』勁草書房 1981
- 『ボン・ヴォワイアージュ! 文化と人間』勁草書房 1982
- 『憂国警世とリアリズム』未来社 1983
- 『芭蕉と詩精神』創樹社 1984
- 『連弾・ある青春のエチュード』滝崎鎮代子共著 影書房 1987 (双書・人間の航跡)
- 『芸術と私 東京芸術大学講義録』影書房 1994

## 翻訳
- シベリア日記 ドヴィンガー 弘文堂書房 1940 (世界文庫)
- 芸術論 マルクス、エンゲルス 岩波書店 1957